# A Moon for the Misbegotten

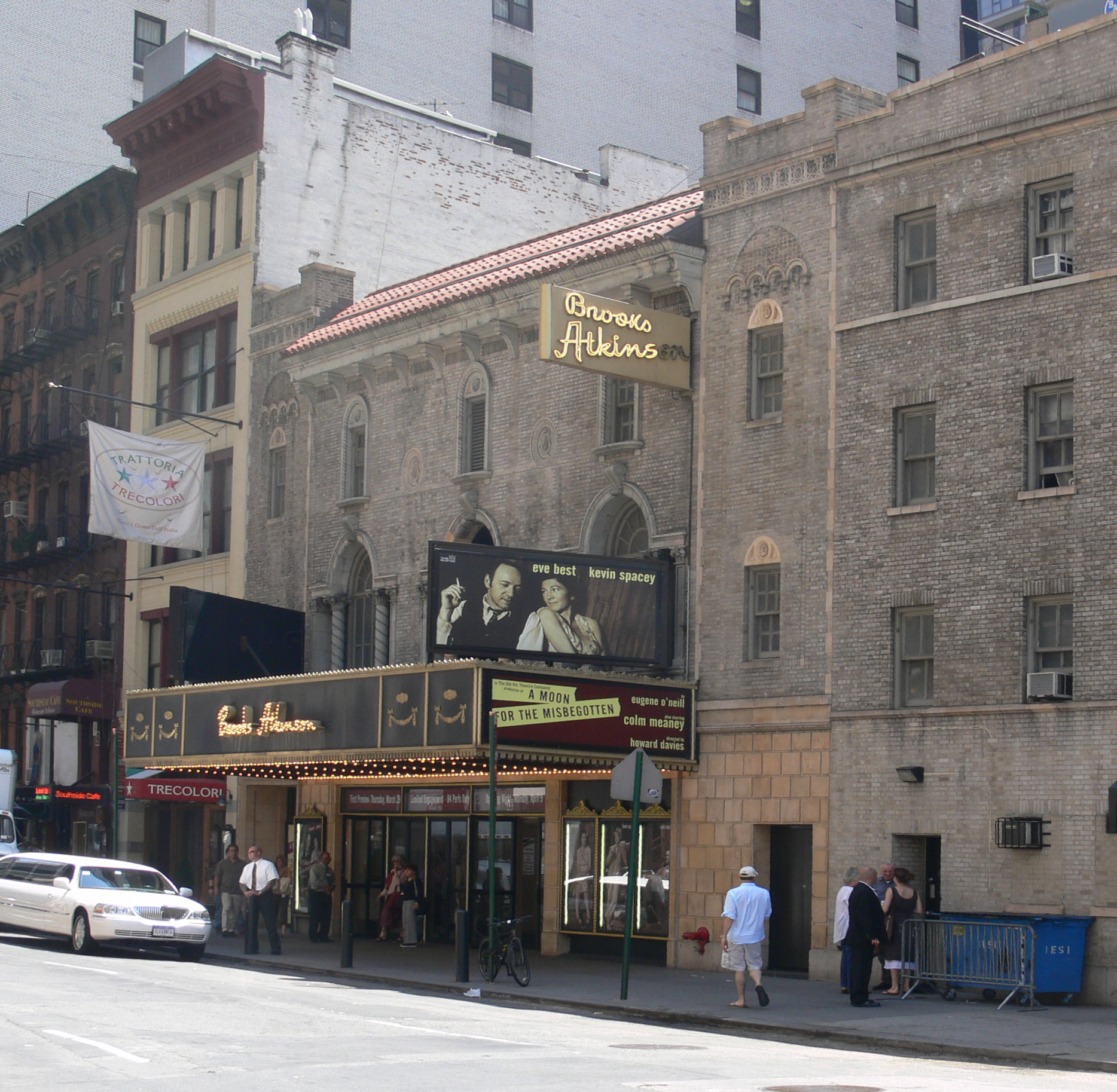
Proyección de A Moon for the Misbegotten en el Teatro Brooks Atkinson de Nueva York

A Moon for the Misbegotten (traducida al español como Una luna para el bastardo) es una obra de teatro del dramaturgo estadounidense Eugene O'Neill, escrita en 1947 y estrenada de manera póstuma en 1957.

## Argumento
Ambientada en Connecticut en 1923 se centra en las relaciones entre tres personajes principales: Josie, una mujer irlandesa, autoritaria y de lengua afilada con la reputación arruinada, su conspirador padre, el granjero Phil Hogan, y James Tyrone, Jr.,  exactor, casero de Phil y su compañero de juergas, un alcohólico cínico, angustiado por la muerte de su madre.
La obra comienza cuando Mike, el último de los tres hijos de Phil, abandona la granja. A modo de broma, Tyrone amenaza con desalojar a Phil y vender sus tierras a su más odiado vecino, T. Steadman Harder. Hogan trama un plan para emborrachar a Tyrone y que su hija Josie lo seduzca y lo chantajee. Pero el plan fracasa cuando Jossie se da cuenta de que Tyrone no tiene ninguna intención real de venderle la tierra a Harder. 
Tyrone confiesa que tras la muerte de su madre, viajó al Este y contrató a una prostituta por 50 dólares para superar su dolor. Tyrone abandona el lugar y emprende camino a Nueva York donde presumiblemente muere a causa de complicaciones derivadas de su adicción al alcohol.

## Representaciones destacadas
- Bijou Theatre, Nueva York, 2 de mayo de 1957. Estreno mundial.[1]
  - Intérpretes: Wendy Hiller (Josie Hogan), Franchot Tone (James Tyrone, Jr.), Cyril Cusack (Phil Hogan),  Glenn Cannon (Mike Hogan), William Woodson (T. Stedman Harder).

- Teatro Duse, Génova, (1959).Versión en italiano, con el título de Una luna per i bastardi.
  - Dirección: Virginio Puecher.
  - Intérpretes: Valentina Fortunato (Josie Hogan), Giancarlo Sbragia (James Tyrone, Jr.), Nino Besozzi (Phil Hogan), Osvaldo Ruggieri (Mike Hogan), Gianni Mantesi (T. Stedman Harder).

- Morosco Theatre, Nueva York, (1973).
  - Intérpretes: Colleen Dewhurst (Josie Hogan), Jason Robards  (James Tyrone, Jr.), Ed Flanders (Phil Hogan),  Edwin J. McDonough  (Mike Hogan), John O'Leary (T. Stedman Harder).

- Teatro del Odéon, París, (1974).Versión en francés, con el título de Une lune pour les déshérités.
  - Dirección: Jacques Rosner.
  - Intérpretes: Françoise Seigner (Josie Hogan), Jacques Destoop (James Tyrone, Jr.), Michel Aumont (Phil Hogan), Gérard Giroudon (Mike Hogan) Bernard Dhéran (T. Stedman Harder).

- Nye Teatret, Oslo, (1976).Versión en noruego, con el título de Måne for livets stebarn.[2]
  - Dirección: José Quintero.
  - Intérpretes: Liv Ullmann (Josie Hogan), Toralv Maurstad (James Tyrone Jr.), Espen Skjønberg (Phil Hogan).

- Riverside, Londres, (1983).
  - Intérpretes: Frances de la Tour (Josie Hogan), Ian Bannen (James Tyrone, Jr.), Alan Devlin (Phil Hogan).

- Cort Theatre, Nueva York, (1984).
  - Intérpretes: Kate Nelligan (Josie Hogan), Ian Bannen (James Tyrone, Jr.), Jerome Kilty (Phil Hogan),  John Bellucci (Mike Hogan), Michael Tolaydo (T. Stedman Harder).

- Teatro Maravillas, Madrid, 1994.[3]
  - Adaptación: Amparo Valle.
  - Dirección: Gerardo Malla.
  - Intérpretes: Isabel Mestres, Carles Canut, Sergi Mateu, Francesc Galcerán, Francesc Albiol.

- Walter Kerr Theatre, Nueva York, (2000).
  - Intérpretes: Cherry Jones (Josie Hogan), Gabriel Byrne (James Tyrone, Jr.), Roy Dotrice (Phil Hogan), Paul Hewitt (Mike Hogan), Tuck Milligan (T. Stedman Harder).

- Brooks Atkinson Theatre,  Nueva York, (2007).
  - Intérpretes: Eve Best (Josie Hogan), Colm Meaney (Phil Hogan), Kevin Spacey (James Tyrone, Jr.), Eugene O'Hare  (Mike Hogan), Billy Carter (T. Stedman Harder).